# Shlomo Ydov

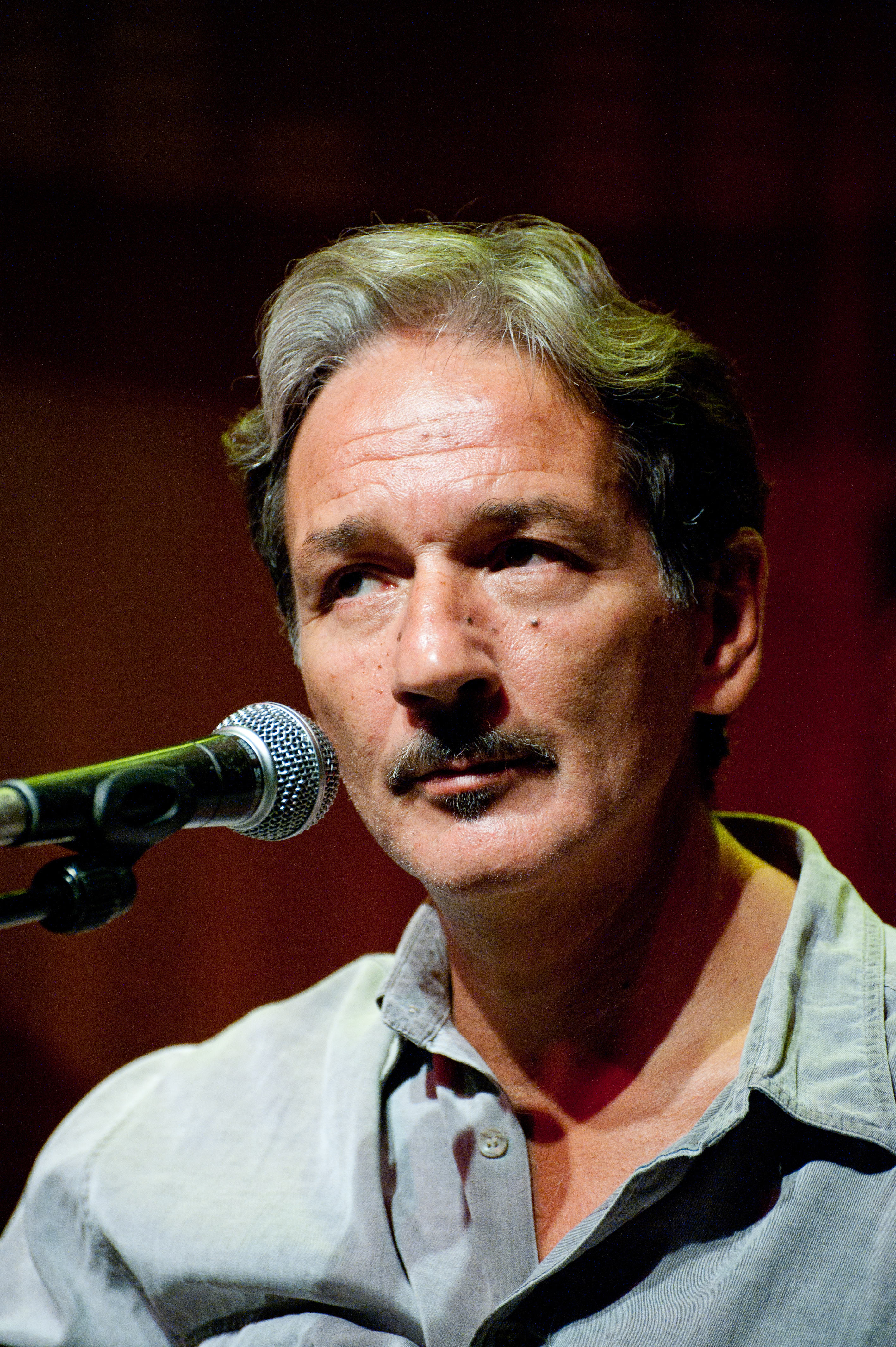
Shlomo Ydov

Shlomo Ydov (hebräisch שלמה יידוב; geb. 19. Januar 1951 in Buenos Aires, Argentinien) ist ein israelischer Liedermacher, Komponist, Gitarrist und Arrangeur von argentinischer Herkunft.

## Biografie
Shlomo Ydov wurde 1951 als Shlomo Yid-vav in Buenos Aires geboren. Seit seinem achten Lebensjahr begann er sich mit Musik zu befassen. Er spielte im Schulorchester zunächst Schlagzeug und dann Gitarre. Zu jener Zeit war er von Musikern wie Ariel Ramírez beeinflusst. 
1964 wanderte er mit seiner Familie nach Israel aus. Für seine damalige Freundin in Argentinien schrieb er ein Abschiedslied Como la luna, dessen Text 1994 von Meir Arieli auf Ivrit unter dem Titel Erew kachol amok („Ein tiefblauer Abend“) umgeschrieben und von Rita interpretiert wurde. In den folgenden Jahren war Ydov in Israel zunächst als Rockmusiker tätig. Er trat unter anderem mit Arik Einstein, Matti Caspi, Gidi Gov und Jehudit Ravitz auf und schrieb für Esther Ofarim die Musik zu Versen von Ibn Gabirol. Sein erstes Soloalbum erschien 1979 und enthielt Vertonungen von Texten israelischer Dichter wie Natan Zach, Jehuda Amichai und Leah Goldberg. 
In den 1980er Jahren schrieb er zahlreiche Kinderlieder für die israelische Fassung der Sesamstraße. Seine Kompositionen im Rahmen von Theaterstücken wurden im Cameri-Theater, im Haifa Theater und in der Habimah aufgeführt. 1988 bis 1990 war er Gast in Sendungen mit Mercedes Sosa. 1993 erhielt er den Ophir-Preis für seine Musik für den Film Die Rache des Itzik Finkelstein mit Moshe Ivgy.
In seiner musikalischen Entwicklung legt Shlomo Ydov den Schwerpunkt auf die Melodik und nimmt dabei vielfältige Einflüsse auf, von Progressive Rock über Jazz und Tango bis zu Folk-Rock.

## Diskografie

### Singles (Auswahl)
- 1979: ימים לבנים
- 1988: חולם בספרדית
- 1994: שיר בין ערביים